# شيلدون ريتشاردسون
شيلدون ريتشاردسون (بالإنجليزية: Sheldon Richardson)‏ هو لاعب كرة قدم أمريكية أمريكي، ولد في 29 نوفمبر 1990 في سانت لويس في الولايات المتحدة.

## وصلات خارجية
- شيلدون ريتشاردسون على موقع مرجع كرة القدم المحترفة.كوم (الإنجليزية)